# 太极宫

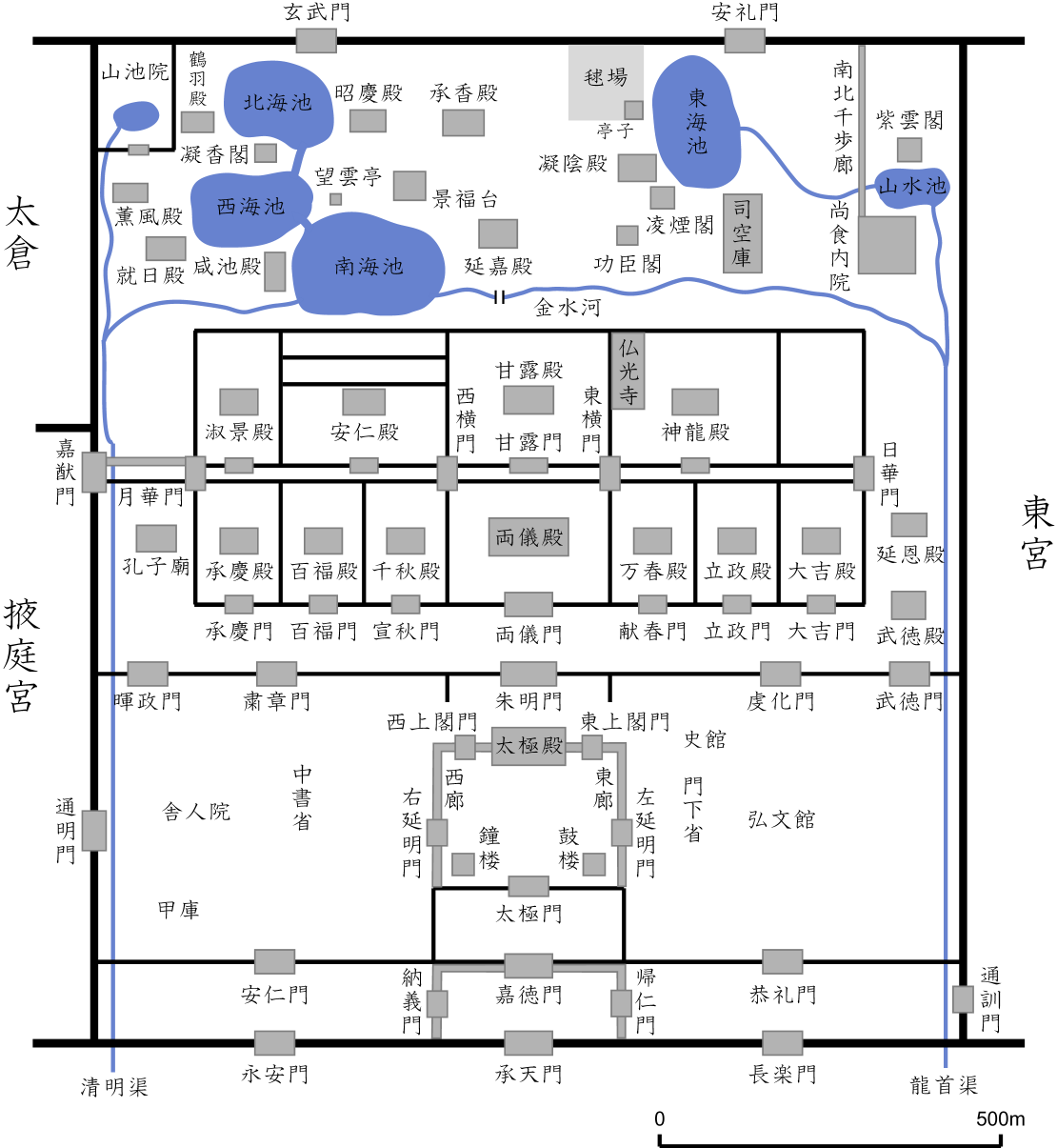
太极宫内的建筑布局

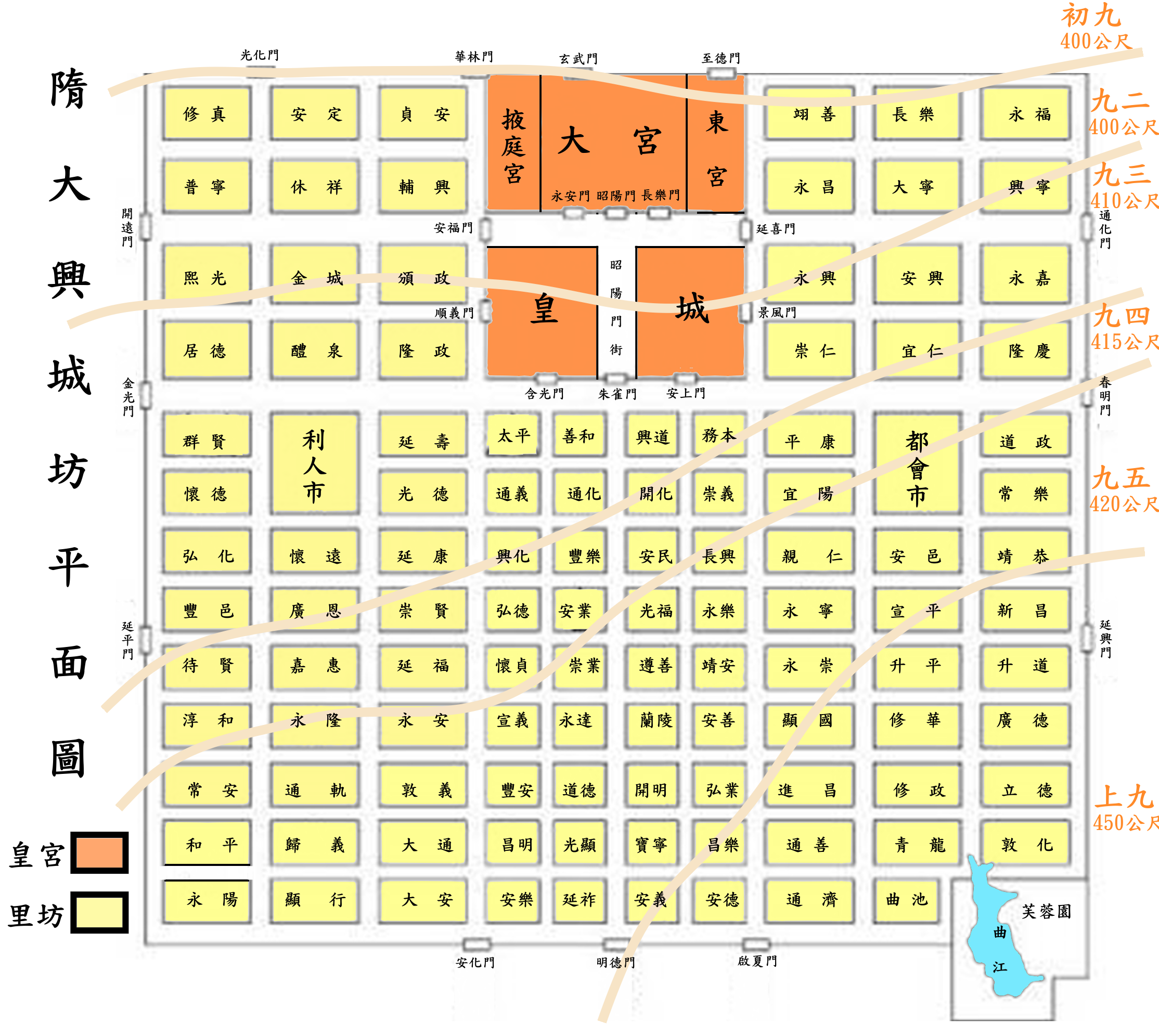
隋朝京城——大兴城平面图，大宫位于大兴城北部正中

太极宫，隋朝時稱大興宮，是隋唐兩代的皇宫，直到大明宫建成前亦是其政治中心所在。
宫城建于隋初开皇二年至三年（582年—583年），时称大興宫。位于宫城的中央，东临东宫，西连掖庭宮及內侍省，南接皇城，北抵西内苑。唐朝建立后，改称太极宫。皇帝在京师长安城的正宫，故又称京大内或大内；又因其位置在大明宫之西，亦称西内。
宫城东西宽1285米，南北长1492.1米，面积1.9平方公里，约相当今北京明清故宫的二點六倍。

## 宮城佈局

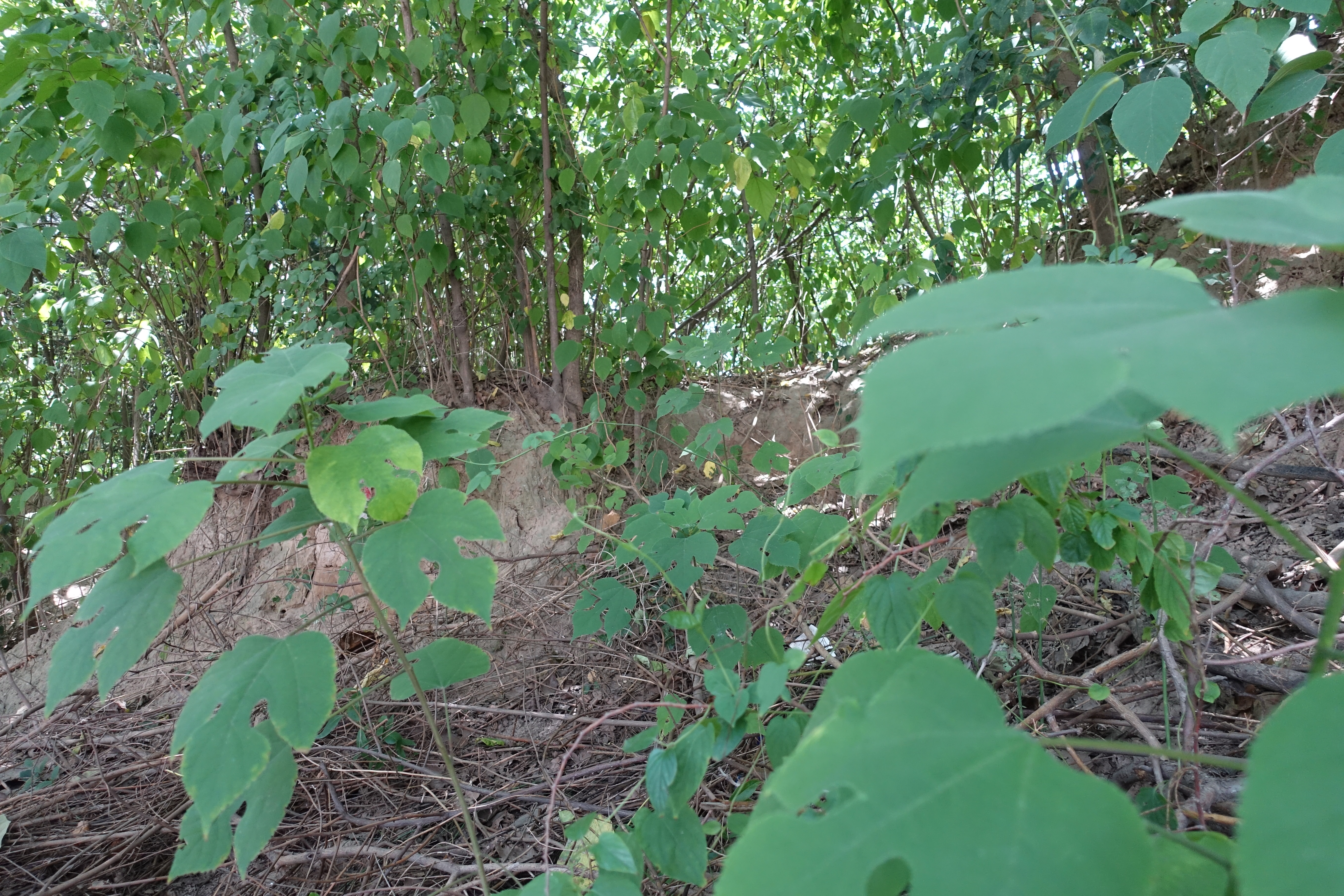
太极宫玄武门遗址

太极宫宫墙四面共有十门。南面五门，中为承天门，次东为长乐门、永春门，次西为广运门，永安门。东面一门，为通训门。西面二门，南为通明门，北为嘉猷门。北面二门，中部稍西为玄武门（玄武门之变爆发地），偏东为安礼门。宫内建筑采取以中轴线安排主要殿堂。其他建筑分列东西，左右对称的布局。根据传统前朝后寝的皇宫建筑制度，朱明门以外，以承天门，太极殿为主，是皇帝举行大典活动和主要视朝听政之处。朱明门以内，以两仪殿、甘露殿为主。是皇帝日常接见大臣之处。宫中另有武德殿、承庆殿、万春殿、立政殿、千秋殿，神龙殿、凌烟阁、功臣阁、凝云阁、彩丝院、归真观、望云亭等殿、亭，院、阁三四十所，并有山池院、山水、池阁，四海池等多处风景园林建筑。

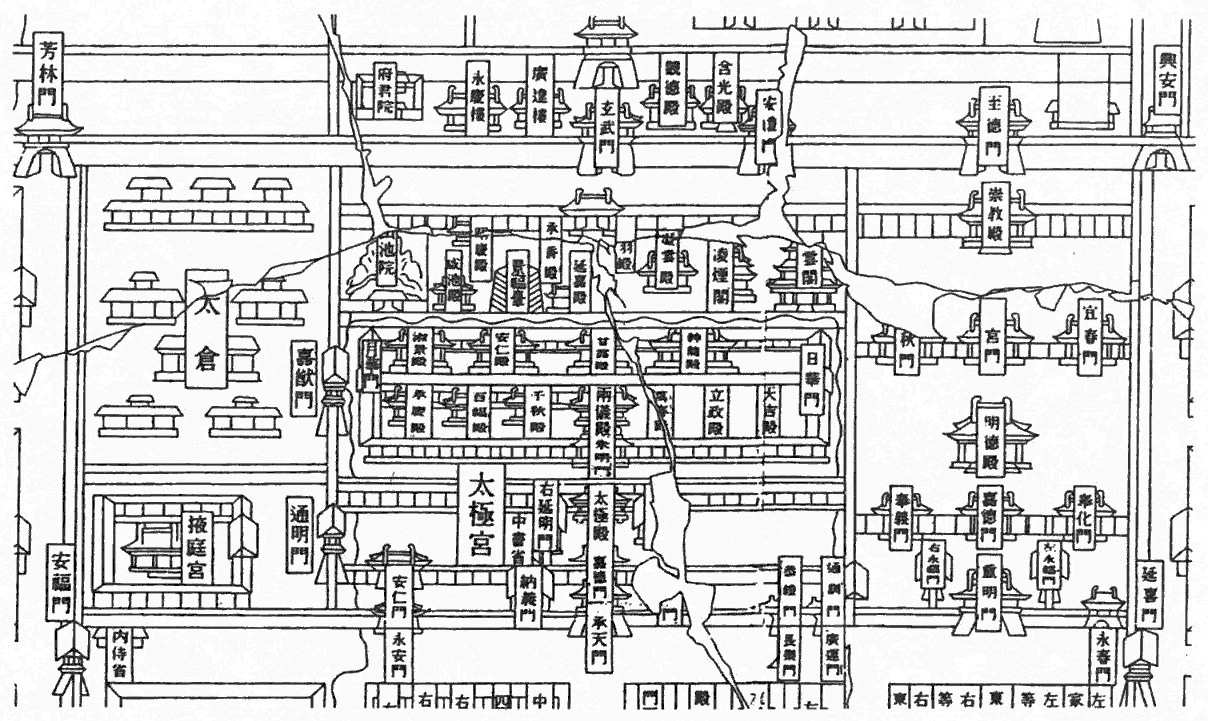
太极宫布局图，摘录于长安图碑

## 隋唐行政中心
隋代興建時，在正門承天門外建立左、右朝堂，作為召集公卿大臣議政的場所；唐改為太極宮後，延續其朝堂的設置到高宗龍朔二年（662）。其後改於含元殿設置廟堂。
隋文帝与唐高祖、太宗均居住于此宫听政。为隋初和唐初时期政治活动中心。此后，唐高宗、中宗、睿宗、玄宗、僖宗、昭宗，亦曾在此宫居住听政。在唐朝其他皇帝在位時多以大明宮為主要政治場所。
824年—826年间，唐穆宗的姑母襄阳公主曾因作风不检被软禁于此。

## 遺址
唐太极宫遗址位于今西安城北部，东西自北大街至老关庙什字，南北自莲湖路以南80米至自强西路以北处。現遺幾處殿基以及台階，其餘建築皆已毀壞。
位于自强西路上的宁西宾馆停车场，尚存太极宫玄武门遗址。遗址尚保存有巨大的夯土台基，有铁栅栏包围保护。

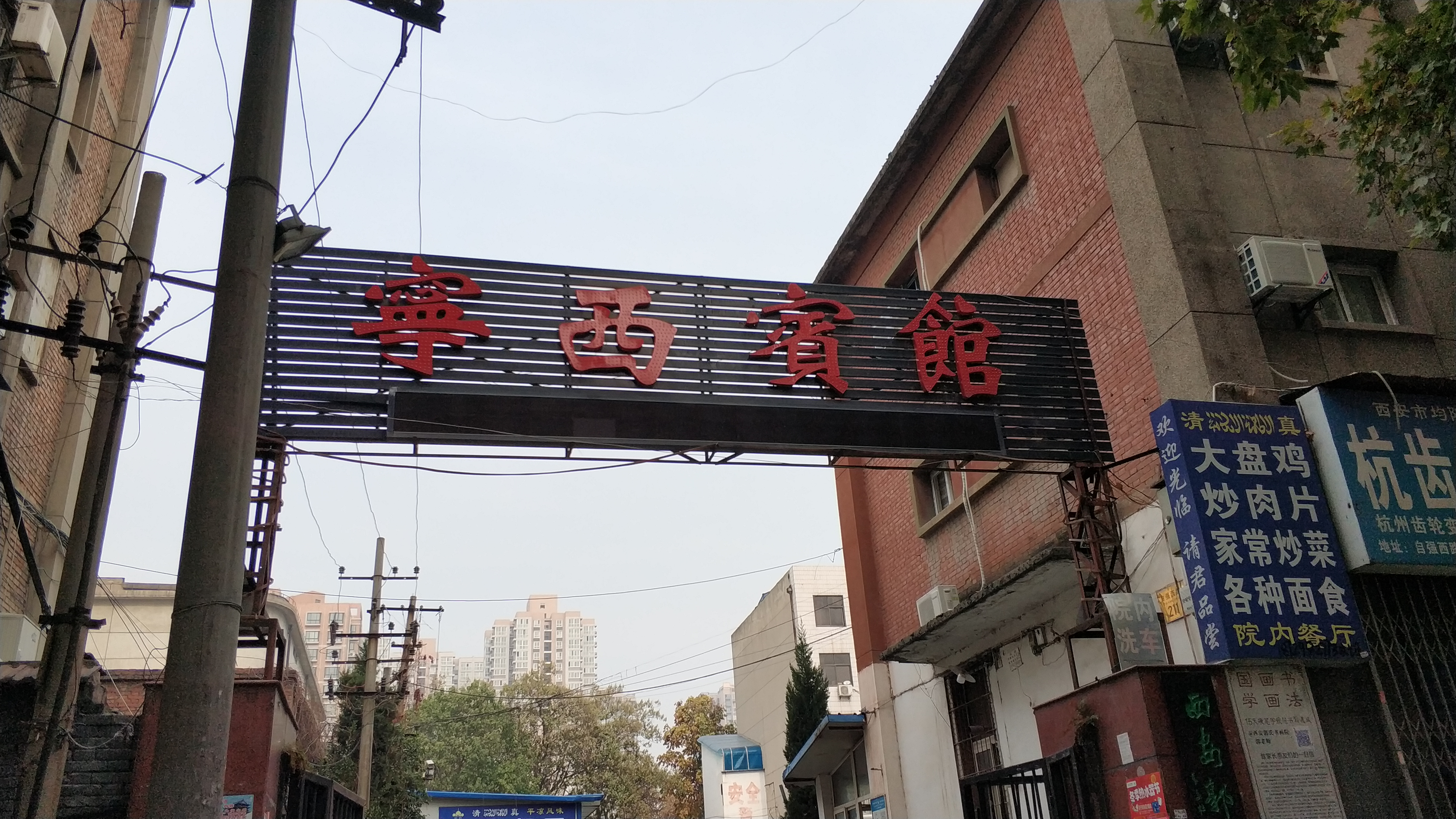
玄武门遗址-宁西宾馆
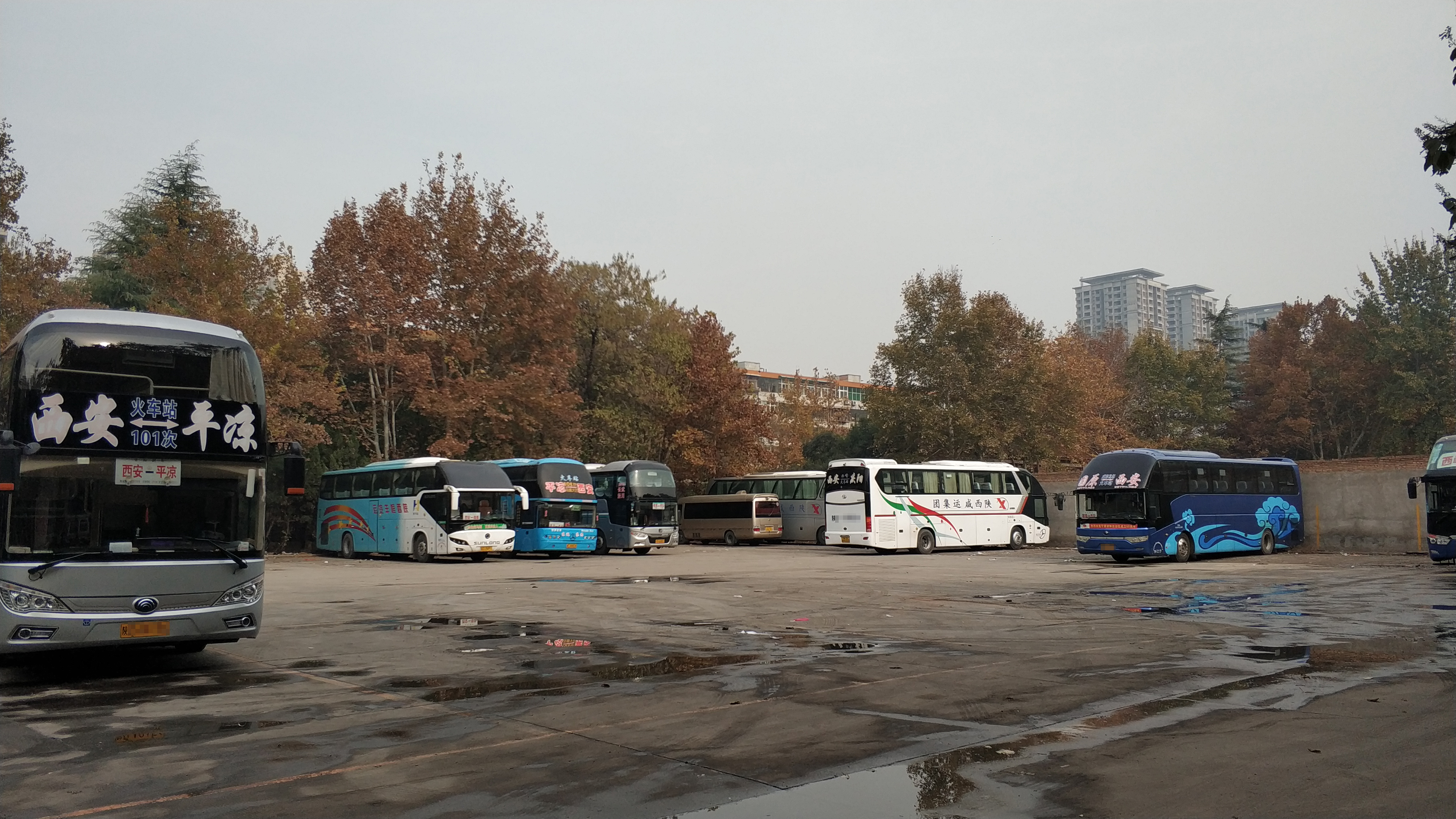
玄武门遗址-宁西宾馆停车场
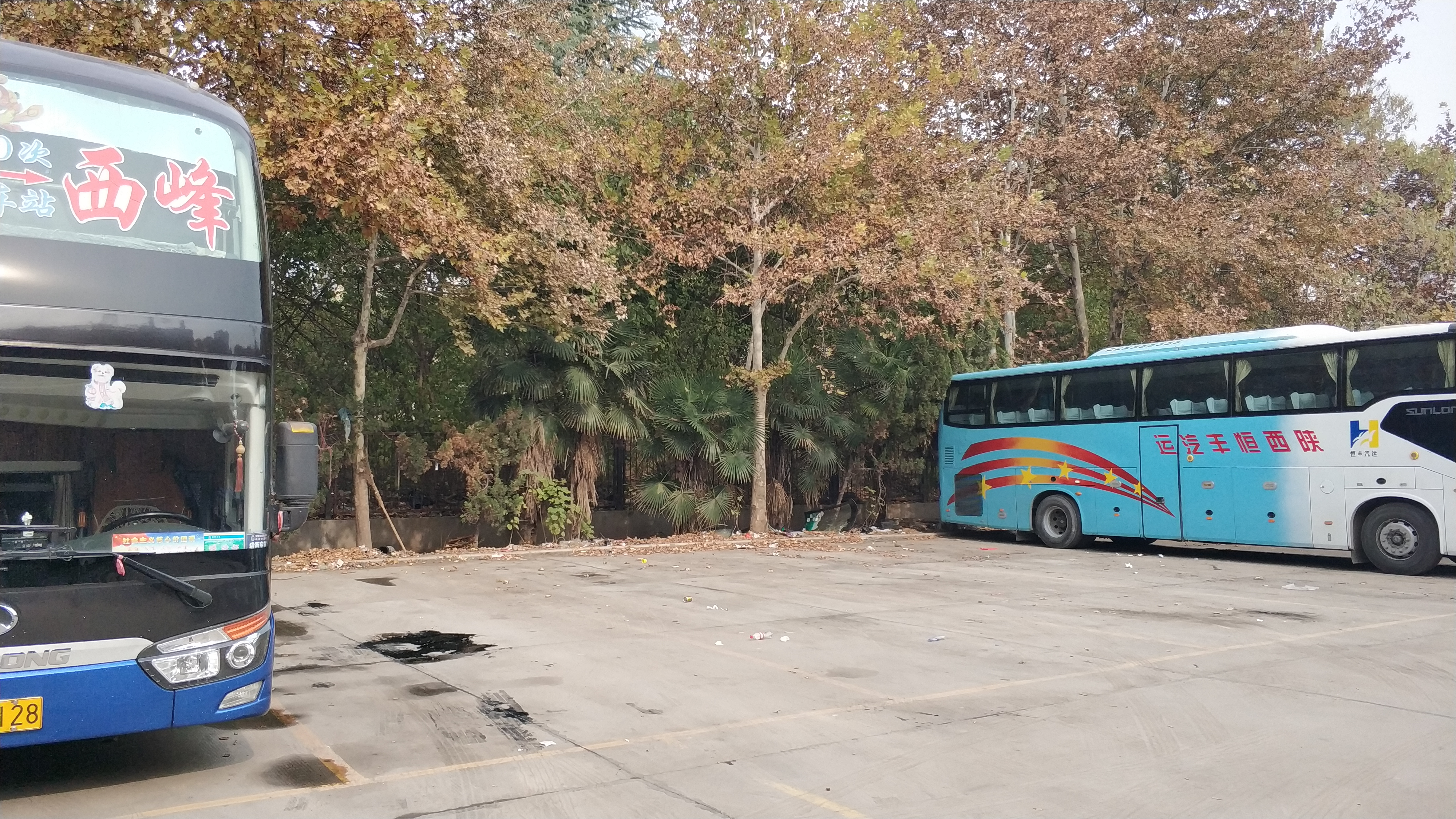
玄武门遗址-宁西宾馆停车场北侧围栏
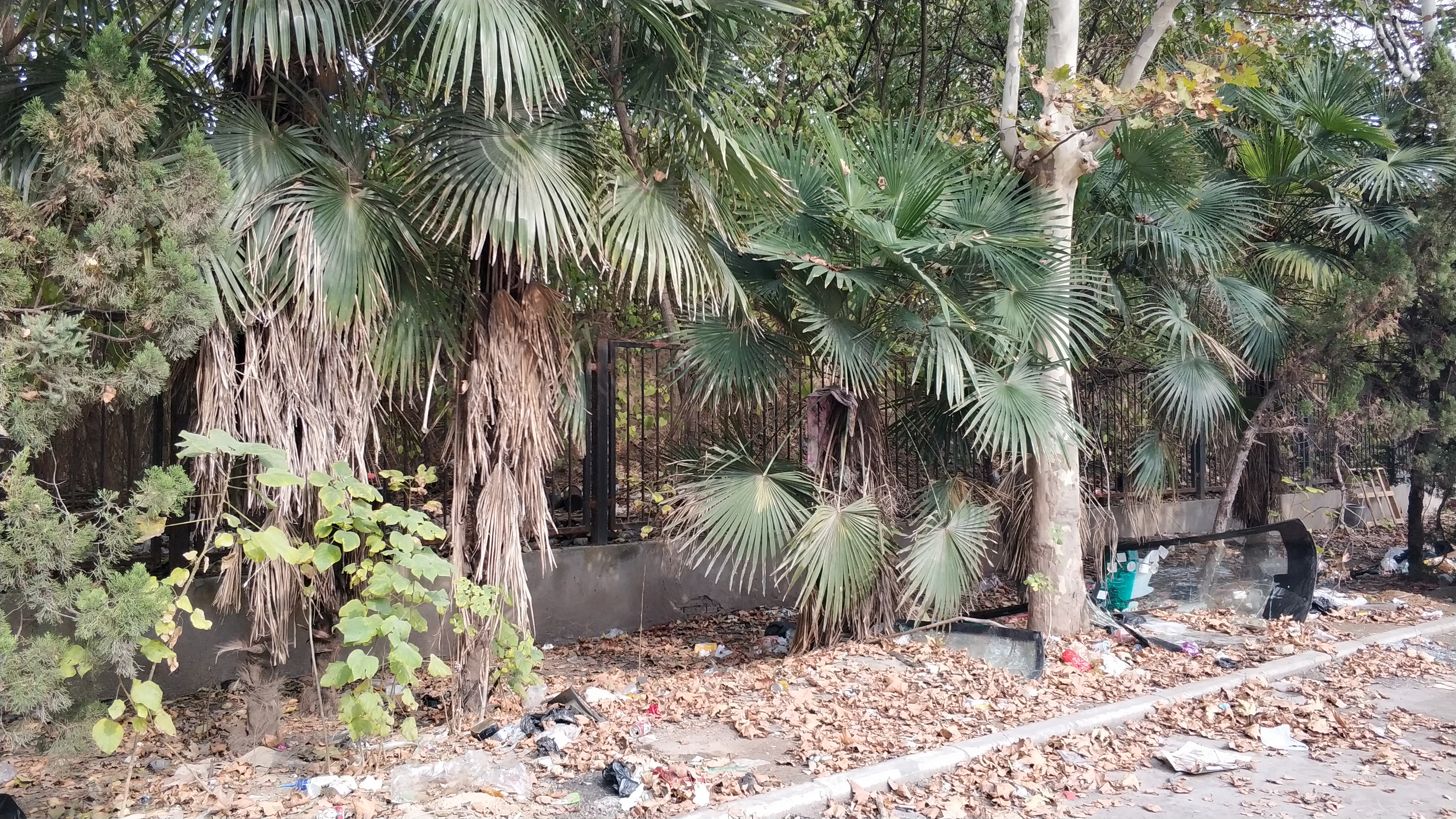
玄武门遗址-宁西宾馆停车场北侧围栏近景
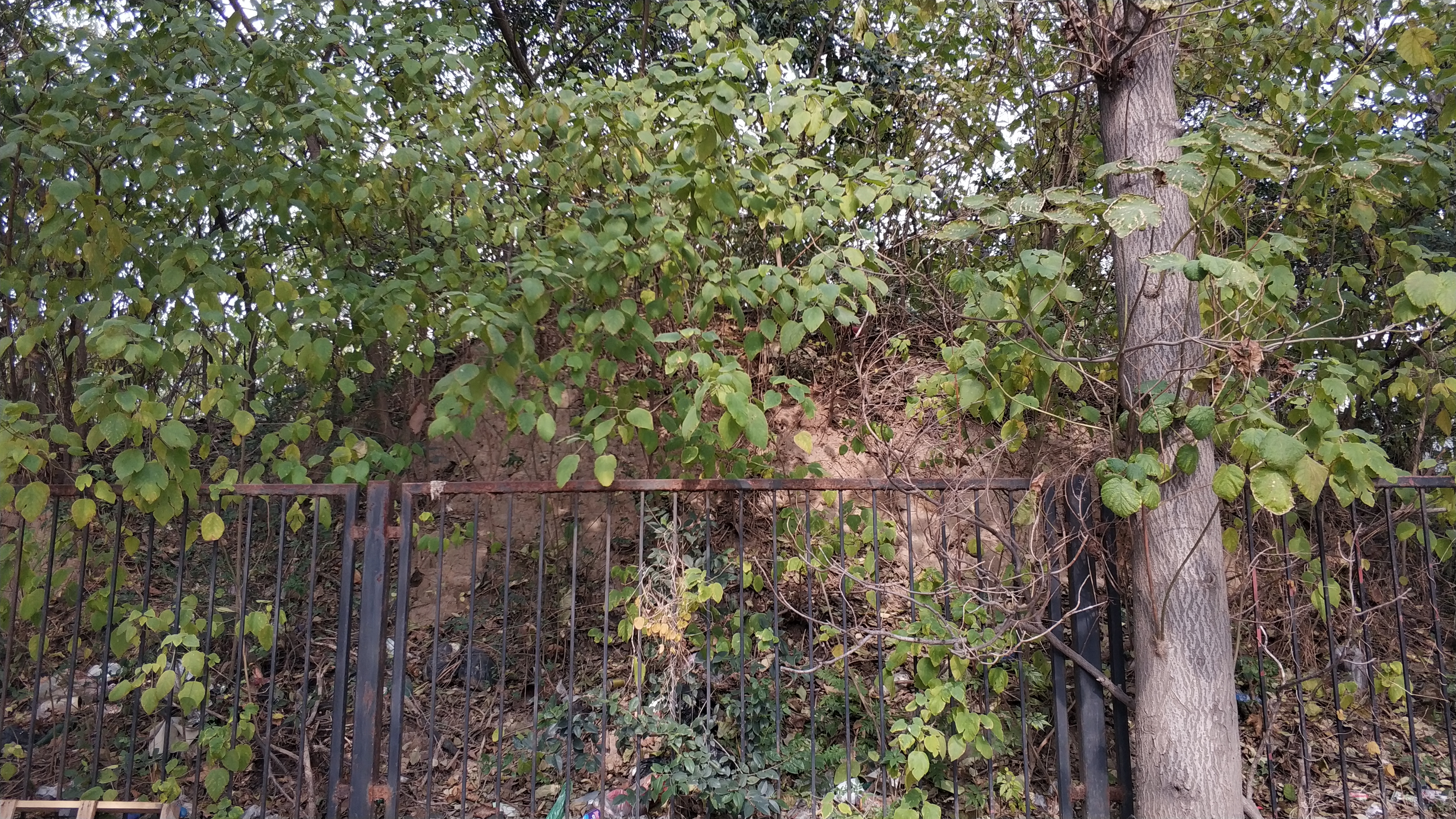
玄武门遗址-宁西宾馆停车场北侧围栏内夯土台基
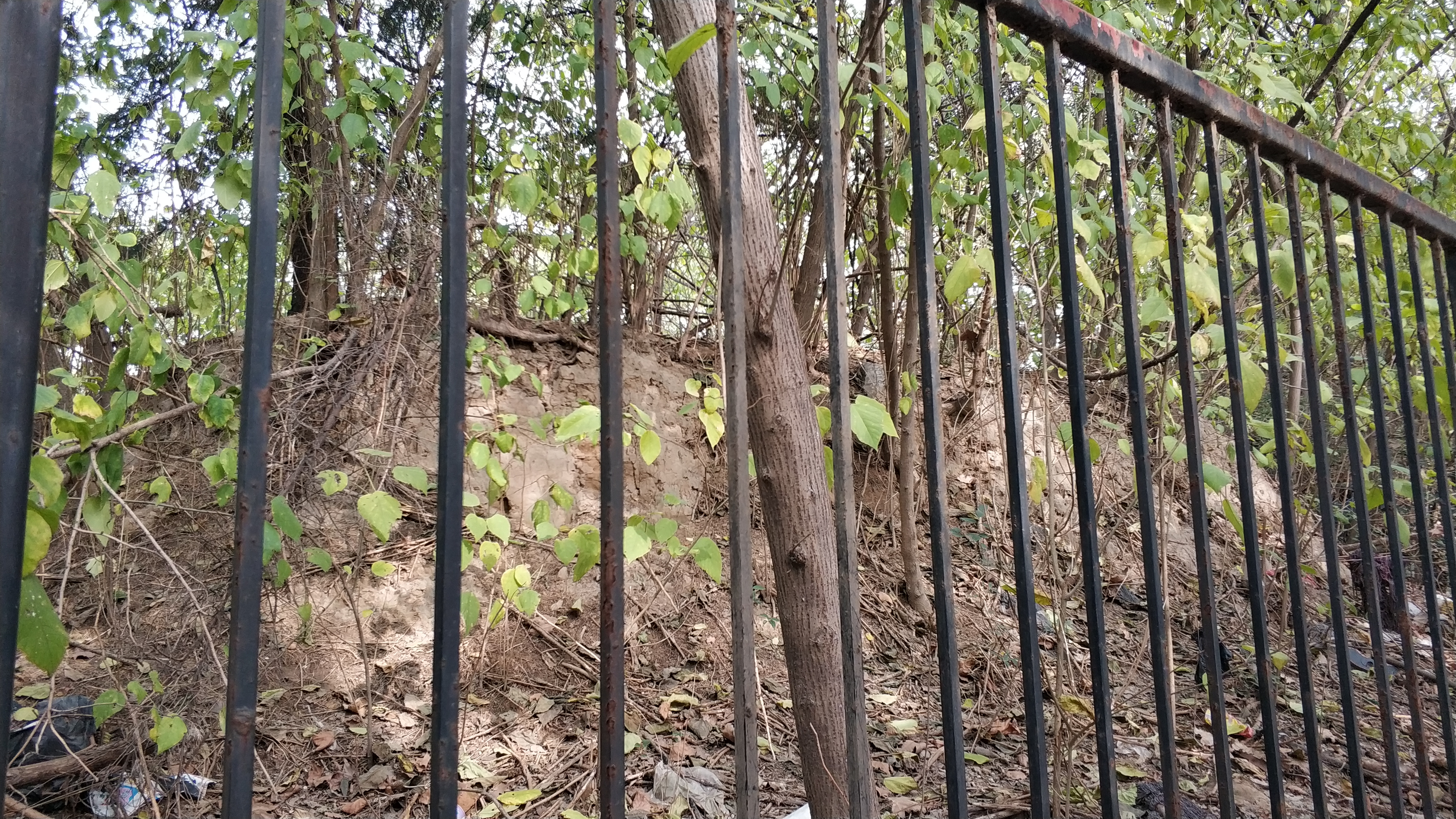
玄武门遗址-宁西宾馆停车场北侧围栏内夯土台基近景

## 资料来源
- 《唐代长安辞典》

1. ↑  朝堂议政 （页面存档备份，存于）《中国大百科全书》第三版网络版